# Gregorio Marañón Moya
Gregorio Marañón Moya (Madrid, 1 de setembre de 1914-Ibidem., 21 de març de 2002) va ser un jurista, diplomàtic i polític espanyol. Va ostentar el títol nobiliari de i marquès de Marañón.
Acabada la guerra civil i durant una dilatada etapa de la seva vida, va ocupar càrrecs i responsabilitats de gestió cultural i diplomàtica. Doctor en Dret, era especialista en Dret Civil i Mercantil. Va ser ambaixador d'Espanya, amb vocació política. Durant la seva etapa com a director de l'Instituto de Cultura Hispánica i prebost del Capítulo Hispanoamericano de Caballeros del Corpus Christi de Toledo,que va emanar d'aquest Institut, va establir forts llaços amb els països iberoamericans, a través d'iniciatives i intercanvis culturals.

## Biografia
Va néixer en Madrid l'1 de setembre de 1914.
Era fill del metge, historiador i humanista liberal Gregorio Marañón y Posadillo (1887-1960) i de Dolores Moya y Gastón de Iriarte (1890-1976). El seu avi patern va ser Manuel Marañón y Gómez-Acebo, oriünd de Santander, advocat al Madrid de la Restauració, conseller del Banc d'Espanya, diputat per Madrid i membre de la Reial Acadèmia de Jurisprudència i Legislació. Per via materna era net de Miguel Moya Ojanguren que va ser president de la Sociedad Editorial de España el 1906, fundador i el primer president de l'Asociación de la Prensa de Madrid, i senador per Osca.
SEs va llicenciar en dret per la Universitat de Madrid i es va doctorar en la de Barcelona. Va ampliar estudis en Dret Polític i Internacional en les Universitats de París i Londres.
Va estar casat amb Patricia Bertrán de Lis y Pidal, VI Comtessa de Retamoso, filla dels marquesos de Bondad Real i neta dels marquesos de Pidal, i neboda carnal de la monja carmelita Maravillas Pidal y Chico de Guzmán, beatificada a Roma per Joan Pau II el 10 de maig de 1998 i canonitzada pel mateix Papa el 4 de maig de 2003 en Madrid com a Santa María Maravillas de Jesús.
Va tenir dos fills:
- Gregorio Marañón y Bertrán de Lis, II marquès de Marañón.
- Álvaro Marañón y Bertrán de Lis, VII comte de Retamoso.

Va morir a Madrid el 21 de març de 2002.

## Activitat política i professional
Després de la revolta militar de juliol de 1936, que el va sorprendre a Madrid, va aconseguir sortir camí de França al costat del seu pare, aprofitant l'evacuació d'intel·lectuals que va realitzar el Govern del Front Popular. Immediatament va tornar a Espanya i, una vegada en zona revoltada, es va allistar com a voluntari en l'exèrcit revoltat, on va aconseguir el grau de alferes provisional.
A partir de 1945 es va dedicar a la seva professió com a jurista dirigint un bufet d'advocats. També va tenir una trajectòria en el món empresarial on va ser president de Coca-Cola Espanya des de 1953 i membre del consell d'administració de nombroses multinacionals i empreses espanyoles: Continental, la agència de publicitat Clarín, l'editorial Taurus, Selecciones del Readers Digest i moltes altres. Va ser també president d'Eurovalor, el Fons d'Inversions del Banco Popular, i president per a Espanya de The Motion Pictures Association of America, Inc..
A través de la seva relació d'amistat amb el comte dels Andes, Pedro Gamero del Castillo i el comte de Fontanar, va col·laborar amb el consell privat de Joan d'Espanya, comte de Barcelona, per a l'establiment a Espanya de la monarquia.
Entre 1955 i 1962 va ser membre de la delegació d'Espanya que va assistir a les assemblees generals de les Nacions Unides fins a 1963. També va ser conseller nacional del Movimiento i procurador a les Corts franquistes. Aquest càrrec el va exercir durant tres períodes:
- 31 de gener de 1961 a 6 de juny de 1964. Designat pel Cap de l'Estat
- 3 de juliol de 1964 a 15 de novembre de 1967. Designat per ser Conseller Nacional.
- 6 de novembre de 1967 a 12 de novembre de 1971. Designat per ser Conseller Nacional.

Així mateix va exercir el càrrec de secretari general del Grup Espanyol de la Unió Interparlamentària i president de la comissió de Belles arts del Consell Nacional d'Educació.

### Instituto de Cultura Hispánica i Ambaixada a Argentina
Entre 1963 i 1973 va ser director de l'Instituto de Cultura Hispánica i prebost del Capítulo Hispanoamericano de Caballeros del Corpus Christi de Toledo, intensificant els vincles culturals amb els països de parla hispana. En aquests anys va crear el Consejo Editorial, el Consejo Cristóbal Colón, l'Oficina Internacional de Información y Observación del Español, el Centro de Estudios Jurídicos Hispanoamericanos i va reorganitzar el Departament dels Estats Units. Fruit de la seva acció cultural, va obrir la Casa de Colón a Valladolid, la Casa de l'Entrevista a Alcalá de Henares, va impulsar la construcció dels Monuments als Pinzón a Vigo, a Bolívar a Madrid i va contribuir al sosteniment del Monestir de la Rábida a Huelva.
Entre març de 1974 i setembre de 1976 va ser ambaixador d'Espanya a l'Argentina. Durant el seu mandata es van intensificar les relacions bilaterals comercials i culturals entre l'Argentina i Espanya, i es va produir el retorn a Espanya de nombrosos intel·lectuals exiliats com Claudio Sánchez Albornoz.

### Candidat a l'Alcaldia de Madrid
Durant la Transició, Gregorio Marañón Moya va acceptar l'oferta de Coalició Democràtica per a encapçalar la candidatura d'aquesta formació política a l'Ajuntament de Madrid, a les primeres eleccions municipals des del restabliment del sistema democràtic que van tenir lloc en 1979. Tanmateix a l'últim moment i en contra del seu criteri, Manuel Fraga Iribarne, president Nacional d'Alianza Popular, va acordar amb la Unió de Centre Democràtic (UCD) la retirada de la candidatura de Coalició Democràtica per a facilitar el triomf de la llista de UCD, encapçalada per José Luis Álvarez Álvarez, que va obtenir el major nombre de vots a les eleccions municipals a Madrid encara que sense majoria suficient per a obtenir l'alcaldia, raó per la qual va ser finalment investit Enrique Tierno Galván, candidat del PSOE.

## Activitat cultural i literària
Conferenciant, escriptor, articulista i autor de diversos assajos literaris i jurídics, Marañón Moya va desplegar una gran activitat intel·lectual donant conferències en diferents països del món.
Va ser membre de la Secció de Lleis Polítiques de l'Instituto de Estudios Políticos, acadèmic honoris causa de l'Acadèmia Mexicana de Dret Internacional i membre corresponent de la Reial Acadèmia de Jurisprudència i Legislació. En 1971 va ser guardonat amb el Premi Mariano de Cavia de periodisme que atorga el diari ABC. Gran aficionat als toros, va ser president de la Federació Nacional de Penyes Taurines. També va exercir la presidència de l'Academia de Gastronomía y de la Cofradía de la Buena Mesa.

## Distincions i condecoracions
Gregorio Marañón Moya va ser recompensat amb nombroses condecoracions i distincions al llarg de la seva vida, com la gran creu del Mèrit Militar, la gran creu de l'Orde d'Isabel la Catòlica, la gran creu de l'Orde de Sant Ramon de Penyafort i les Grans Creus dels principals països d'Hispanoamèrica, com l'Orde de Rubén Dario de Nicaragua. També va ser oficial de la Legió d'Honor francesa.

## Títol nobiliari i grandesa d'Espanya
El 5 de maig de 1987 coincidint amb el centenari del naixement del seu pare el doctor Gregorio Marañón y Posadillo, Joan Carles I d'Espanya li va concedir el títol de Marquès de Marañón amb Grandesa d'Espanya i amb caràcter hereditari.